# 분무공신
분무공신(奮武功臣)은 1728년 영조 재위 시기에 일어난 이인좌의 난을 진압한 신하들에게 내려진 작위이다. 1764년에 명나라 의종의 휘호와 겹친다는 이유로 양무공신(揚武功臣)으로 바뀌었다. 분무공신 책봉을 이후로 조선에서 더 이상 공신책봉은 없었다.

## 목록

### 1등 공신
수충갈성결기효력분무공신(輸忠竭誠決機效力奮武功臣)으로도 불린다. 모두 1명이다.
- 오명항(吳命恒)

### 2등 공신
수충갈성효력분무공신(輸忠竭誠效力奮武功臣)으로도 불린다. 모두 7명이다.
- 박찬신(朴纘新)
- 박문수(朴文秀)
- 이삼(李森)
- 조문명(趙文命)
- 박필건(朴弼健)
- 김중만(金重萬)
- 이만빈(李萬彬)

### 3등 공신
수충갈성분무공신(輸忠竭誠奮武功臣)으로도 불린다. 모두 7명이다.
- 조현명(趙顯命)
- 이수량(李遂良)
- 이익필(李益馝)
- 김협(金浹)
- 이보혁(李普赫)
- 권희학(權喜學)
- 박동형(朴東亨)

## 같이 보기
- 이인좌의 난
- 무신창의록